# Distretto di Dibrugarh
Il distretto di Dibrugarh è un distretto dello stato dell'Assam in India. Il suo capoluogo è Dibrugarh.